# Friedrich Wilhelm Langerhans
Friedrich Wilhelm Langerhans (né le 16 octobre 1780 à Altlandsberg et mort le 16 avril 1851 à Berlin) est un architecte prussien et un officier du bâtiment à Berlin.

## Biographie
Langerhans est inspecteur de l'urbanisme à Berlin et est nommé le 12 septembre 1805 par le roi Frédéric-Guillaume III comme premier architecte à plein temps de Berlin. Il est responsable de la construction et de l'aménagement des écoles, des cimetières et des parcs, ainsi que de la transformation et de la reconstruction de nombreuses églises.
En août 1813, lors des guerres contre Napoléon, il intervient personnellement auprès du commandant en chef de l'armée suédoise du Nord, Jean-Baptiste Bernadotte, pour empêcher la réalisation d'importants travaux de retranchement devant les limites de la ville.
Langerhans est marié avec Catharine Wilhelmine Treuer et a plusieurs enfants. Son fils Wilhelm Langerhans (de) (1816–1902) devient membre de la Cour impériale de justice de Leipzig ; son fils Georg Langerhans (de) maire de Cöpenick. Un autre fils de Friedrich Wilhelm Langerhans, Paul Langerhans senior (1820–1909), est médecin et conseiller communal de Berlin pendant 33 ans ; parmi ses fils issus de deux mariages se trouvent le célèbre pathologiste Paul Langerhans (1847-1888) et les médecins Richard (1857-1947) et Robert Langerhans (de) (1859-1904). L'un de ses gendres est l'architecte Gustav Knoblauch (de) (1833-1916).
En 1850, Langerhans est honoré en tant que doyen de la ville de Berlin. Le tronçon supérieur des eaux de Rüdersdorf porte le nom de canal Langerhans (de) en son honneur.
Friedrich Wilhelm Langerhans est mort en 1851 à l'âge de 70 ans à Berlin. Sa tombe se trouve au cimetière de Luisenstadt à Berlin-Kreuzberg.

## Œuvres

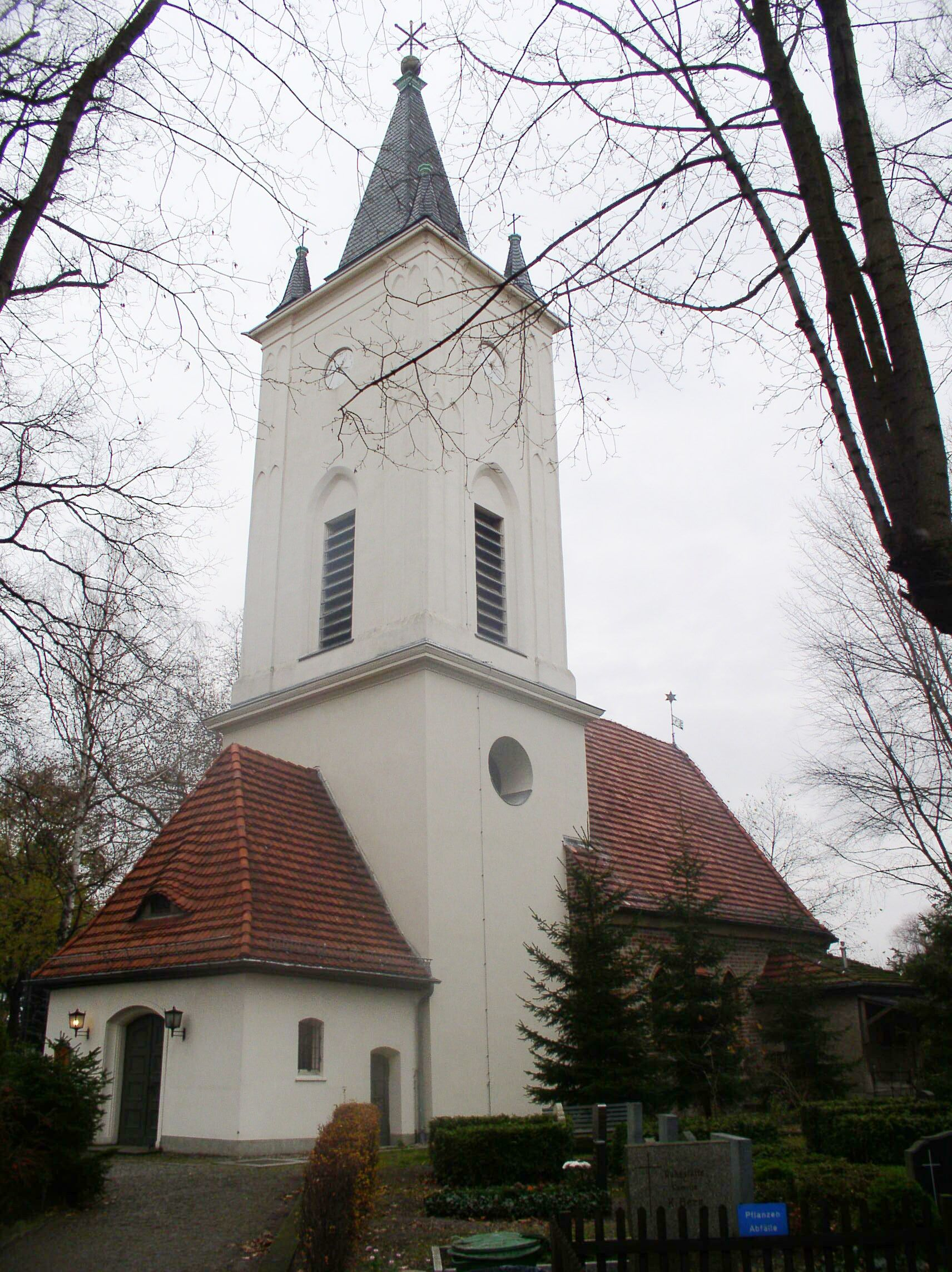
Tour de l'église du village de Stralau construite par Langerhans, aujourd'hui inclinée de 5°

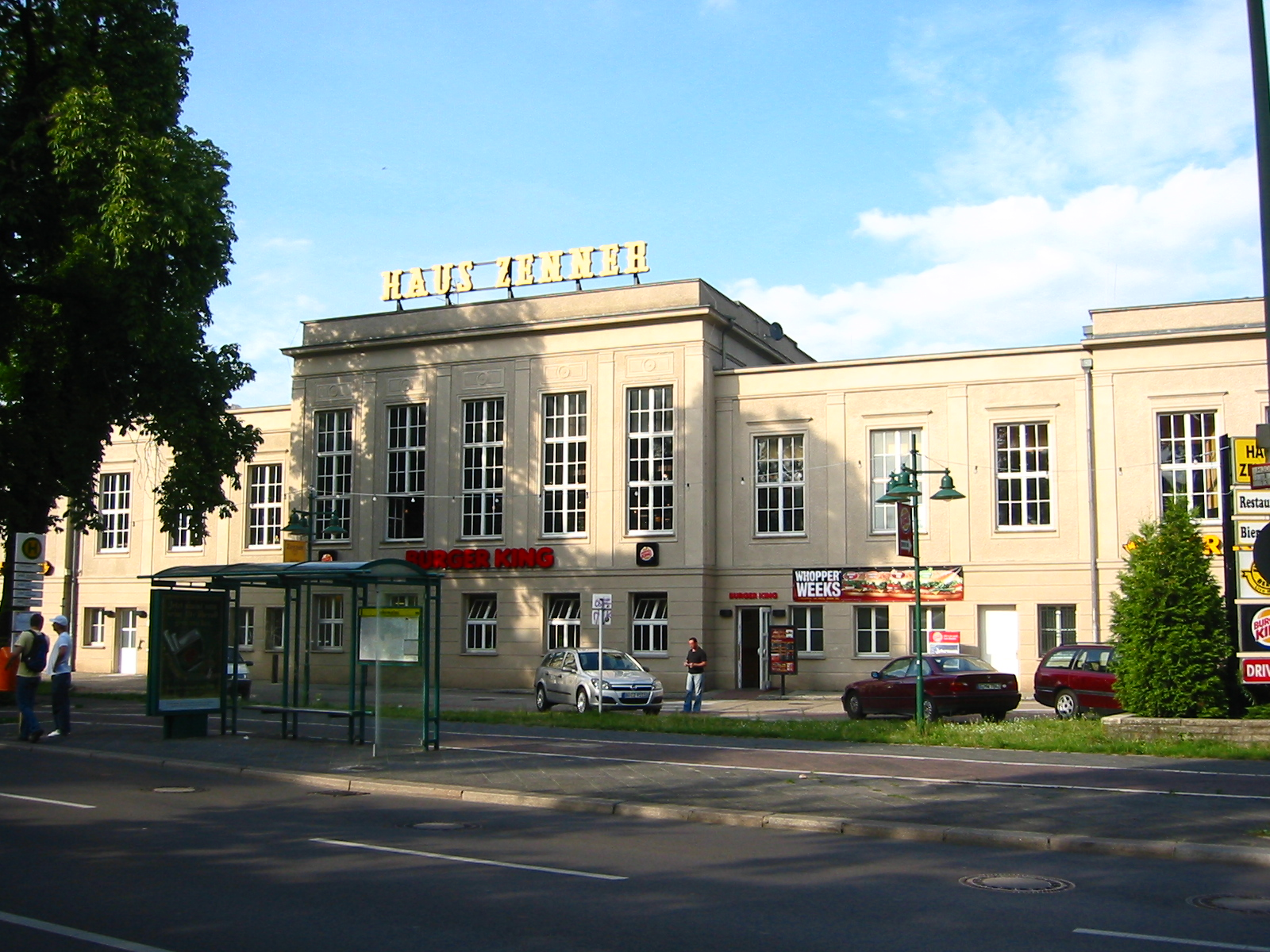
C'est là que le restaurant du magistrat, aujourd'hui appelé Zenner, est construit par Friedrich Wilhelm Langerhans en 1821/22. Le restaurant est détruit en 1945 à la fin de la guerre. Le nouveau bâtiment érigé au même endroit (photo) est conçu par l'architecte de la RDA Hermann Henselmann. (photo d'Andreas Steinhoff)

- 1812 : Bâtiment de la cour du palais de Krosigk
- 1817 : Rénovation de l'église Saint-Nicolas
- 1818 : Rénovation de l'église Sainte-Marie
- 1821/1822 : Café Zenner à Treptow[4]
- 1823/1824 : Nouveau clocher de l'église du village (de) de Stralau (de)
- 1824-1827 : Achèvement de l'Inselspeicher
- 1826 : Rénovation de l'église Saint-Georges (de)
- 1827 : Presbytère à Britz
- 1828 : Agrandissement de l'église du village de Woltersdorf
- 1831/1832 : Construction d'une salle de concert pour le propriétaire EJ Roth de l'Hôtel de Russie, dorures par l'entreprise Mencke (de) et Moritz Geiß (de) de Berlin[5]
- 1834 : Rénovation de la Nouvelle église
- 1836 : Rénovation de l'église de Jérusalem (maîtrise d'œuvre : Carl Scheppig (de))
- 1836/1837 : Stockage au pont Hercule
- 1838 : Cimetière Saint-Pierre
- 1841/1842 : Rénovation de l'église de Luisenstadt
- 1846–1848 : Parc public Friedrichshain (conception : Gustav Meyer)